# Xanthocampoplex oneili
Xanthocampoplex oneili är en stekelart som först beskrevs av Cameron 1905.  Xanthocampoplex oneili ingår i släktet Xanthocampoplex och familjen brokparasitsteklar. Inga underarter finns listade i Catalogue of Life.